# Eucereon patronides
Eucereon patronides là một loài bướm đêm thuộc phân họ Arctiinae, họ Erebidae.